# Biserica de lemn din Peștișani

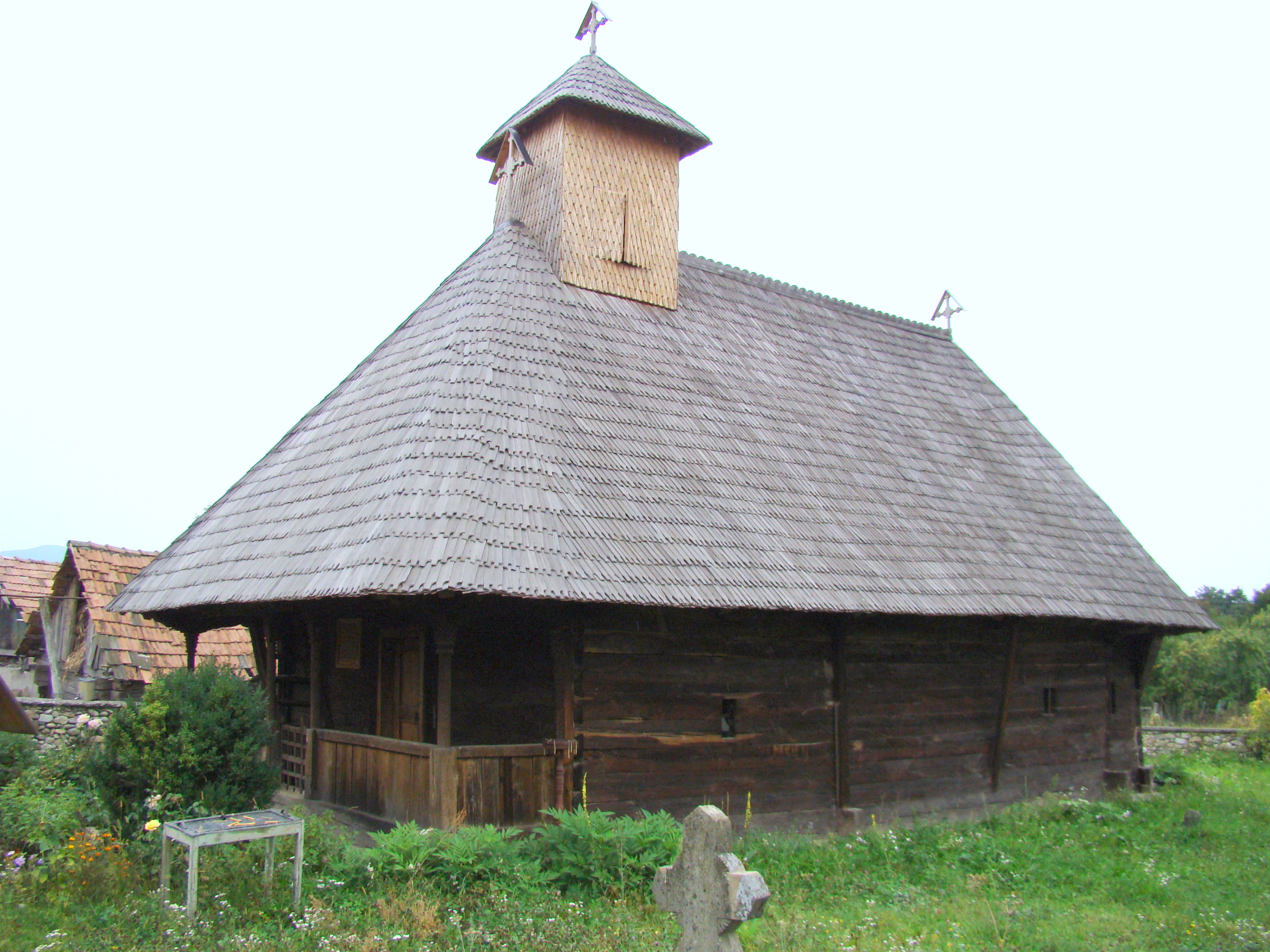
Biserica de lemn din satul Peştişani, cătun Suseni, comuna Peştișani, județul Gorj, foto: septembrie 2009.

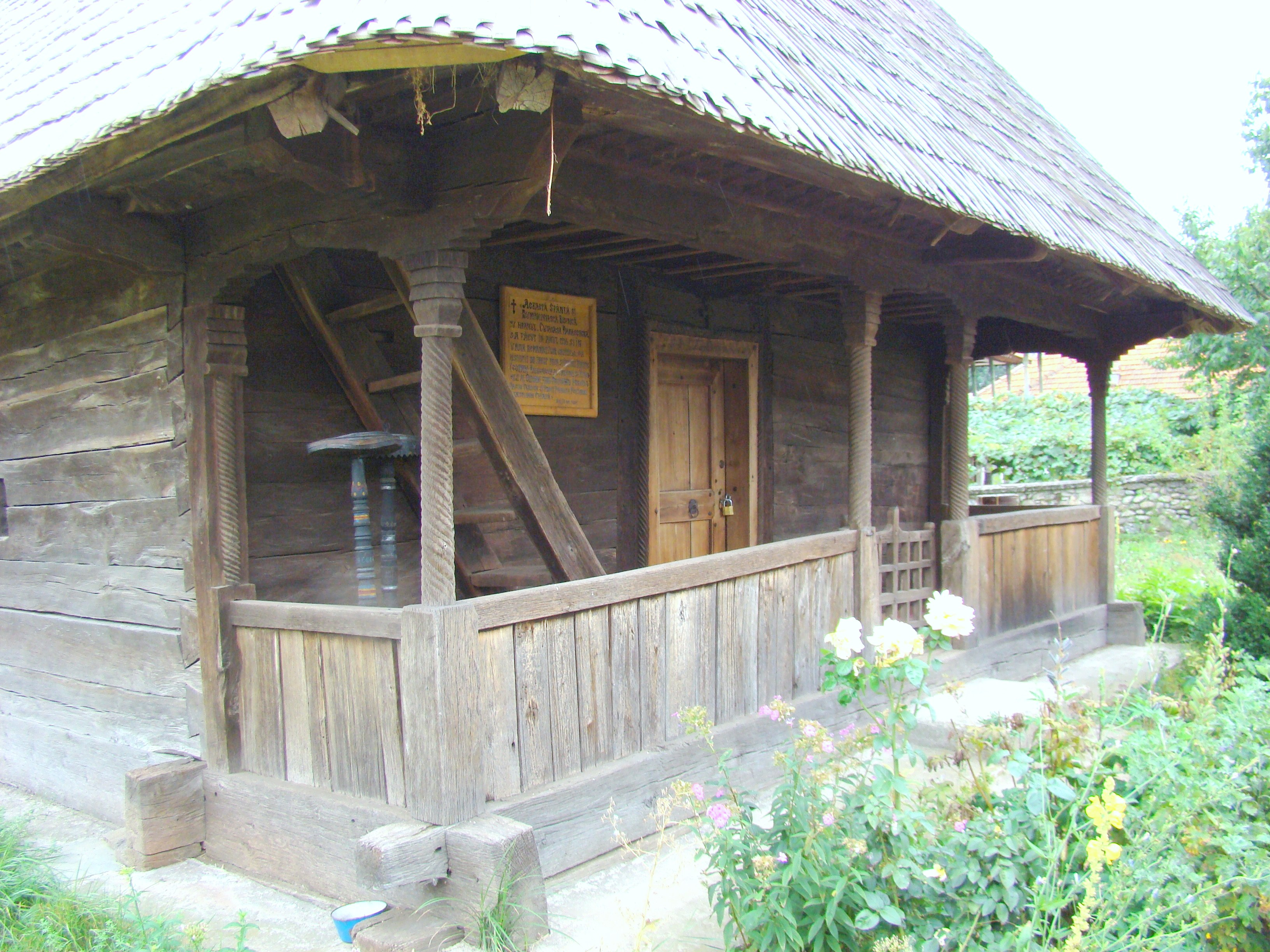
Prispa (vedere din lateral)

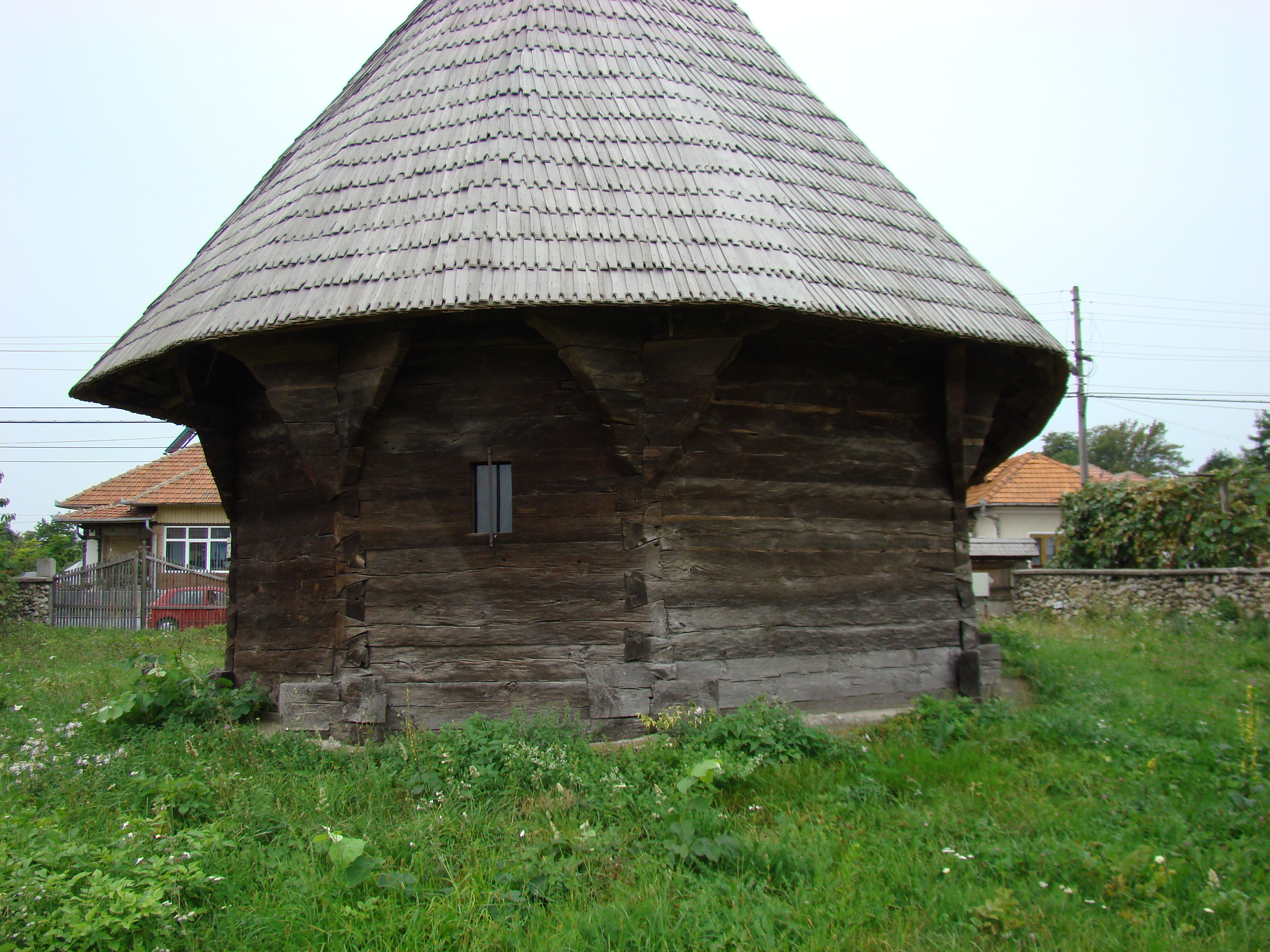
Absida altarului

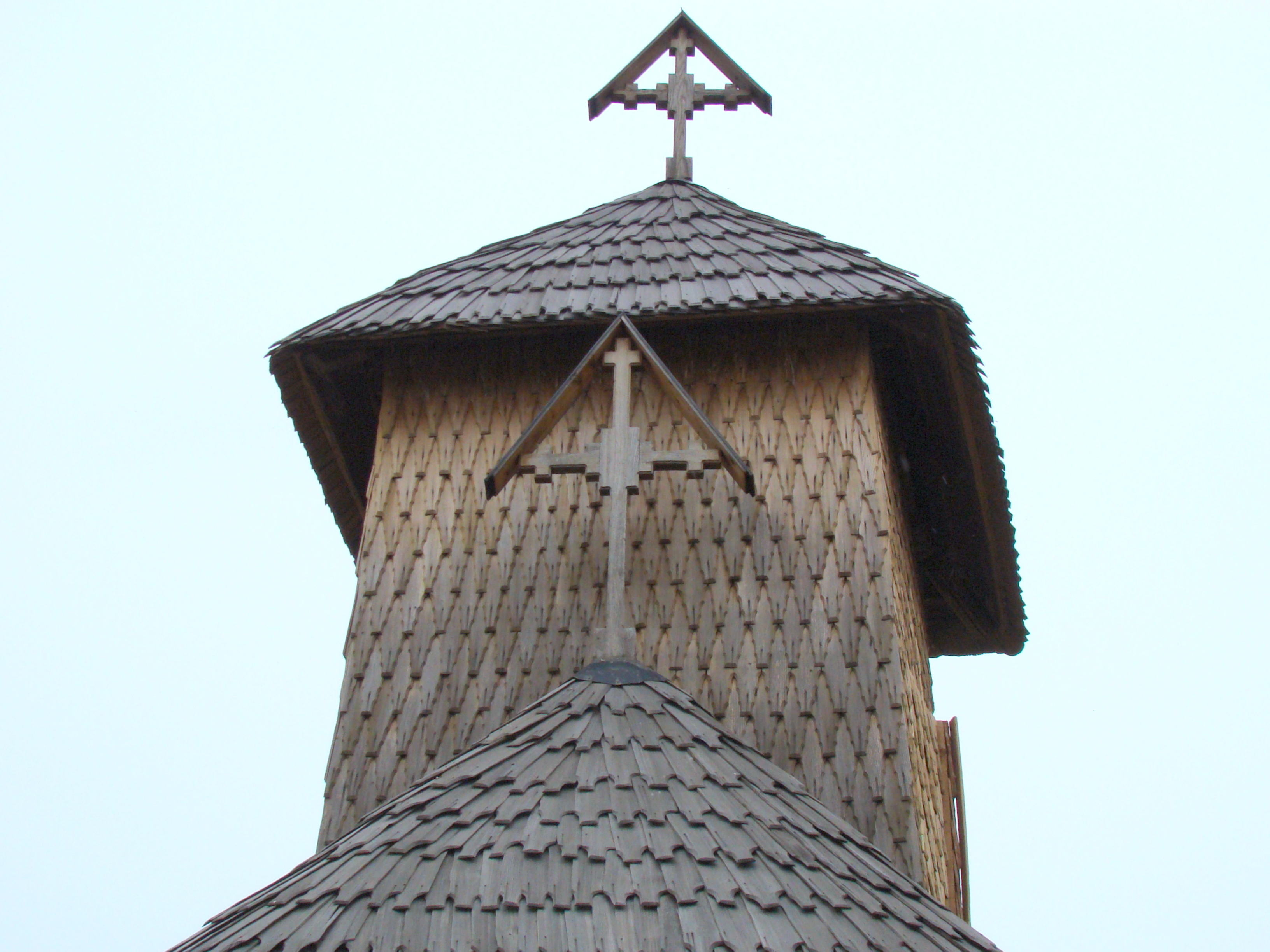
Clopotnița

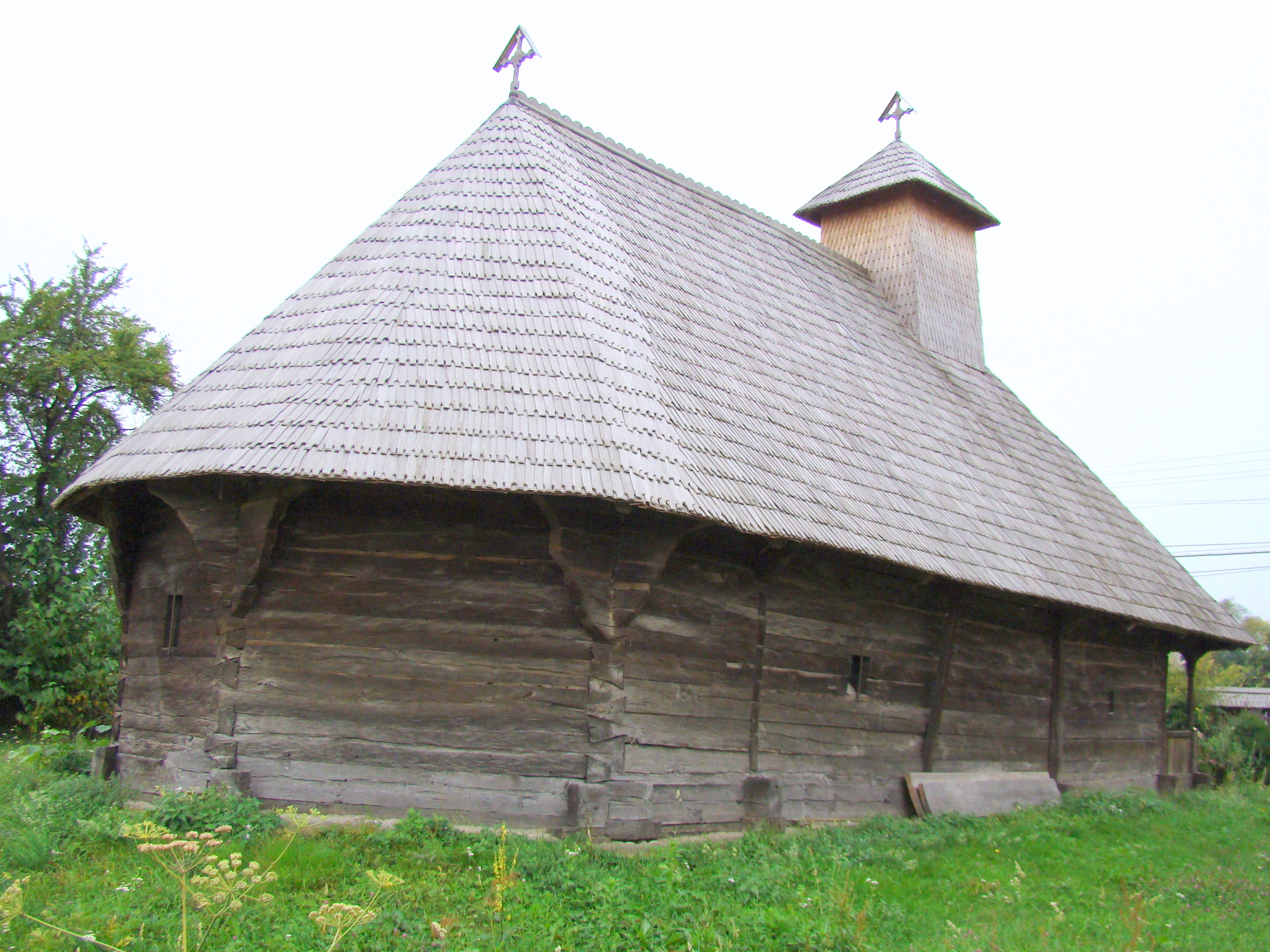
Biserica (nord-est)

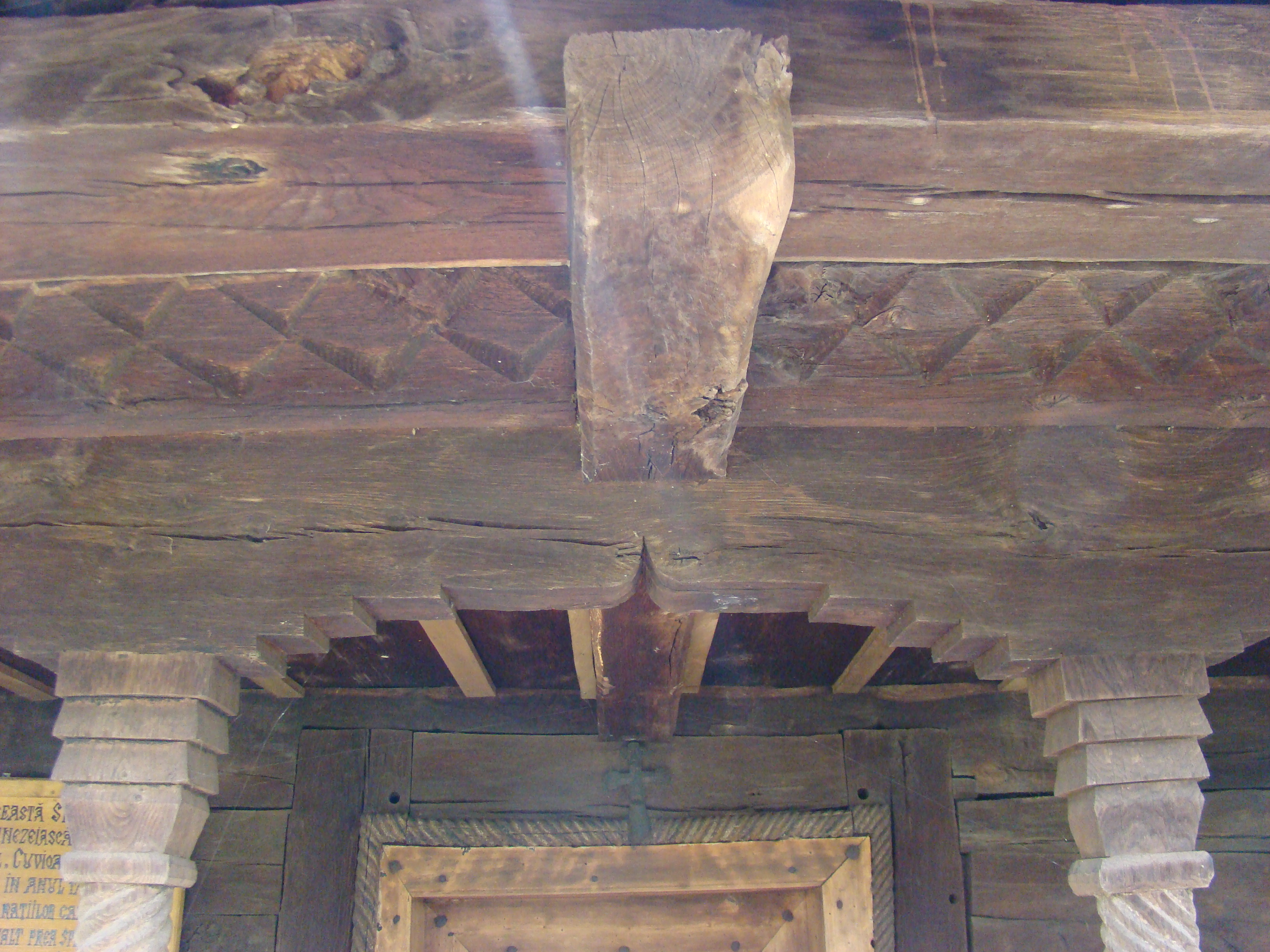
Fruntar

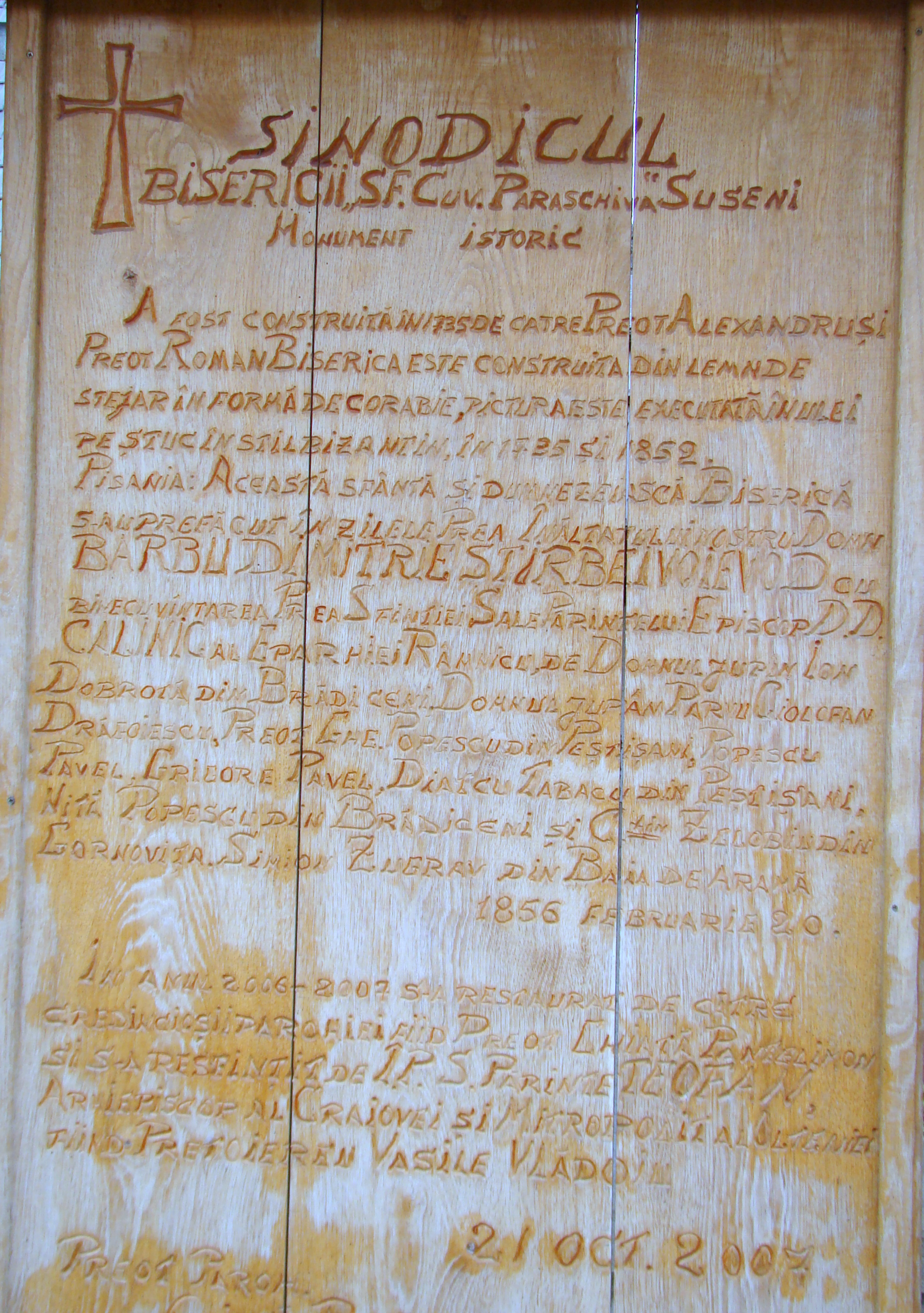
Sinodicul bisericii

Biserica de lemn din satul Peștișani, cătun Suseni, comuna Peștișani, județul Gorj, a fost construită în 1735. Are hramul „Sfânta Cuvioasă Paraschiva” (14 octombrie). Biserica se află pe noua listă a monumentelor istorice sub codul LMI:  GJ-II-m-B-09345.

## Istoric și trăsături
Biserica a fost ridicată în anul 1735, ctitori fiind socotiți preoții Alexandru și Roman. Pereții înscriu o navă dreptunghiulară (8,90 m/6 m), cu altarul inițial decroșat, poligonal cu cinci laturi; în prezent decroșul este numai pe latura de sud, latura de nord aflându-se în prelungirea navei, pentru obținerea proscomidiei.
În forma actuală biserica este rezultatul unor ample lucrări de reparații în urma cărora a fost lărgită și s-a construit un nou pronaos. Aceste lucrări sunt menționate în pisania aflată deasupra intrării pronaosului: „Această sfântă și Dumnezeiască biserică s-au prefăcut în zilele prea înălțatului nostru domn Barbu Știrbei Voievod, cu binecuvântarea Prea Sfinției sale, părintelui episcop Dumnealui D. Calinic al Eparhiei Râmnicului, de dumnealui Jupân Ion Dobre ot Brădiceni, dumnealui Jupân Pârvu Ciolofan Drăgoești, preotului Gh.Popescu ot Peștișani, Grigore Pavel, dumnealui Tabacu ot Peștișani, Niță Popescu ot Brădiceni, Constantin Zglobiu ot Gornovița, Simion zugravu ot Baia, avu ot Baia, 1856 feb.20”.
În timpul reparațiilor din 1978 temelia a fost așezată pe un postament de ciment, extins și în jurul ei. 
Se remarcă prin măiestria realizării consolelor absidei; de asemenea, cosoroabele streașinii, dar și fruntarele și stâlpii prispei, sunt bogat și frumos decorate.
Acoperișul exterior este confecționat din șiță, în timp ce acoperirea interioară cuprinde o boltă în leagăn pentru naos, iar la altar un semicilindru, intersectat de trei fâșii curbe.
Biserica deține un bogat patrimoniu de icoane, câteva provenind și de la cealaltă biserică de lemn a localității, demolată, și care fusese construită în anul 1727. Cele mai vechi dintre icoanele semnate și datate îi indică drept autori pe Stan zugravul „leat 7241” (1732-1733) și „Vasile diacon zugrav ot Tismana”, „văleat 7244” (1735).
Primul a realizat icoanele din altar: Maria cu Pruncul, O pantocrator, Cuvioasa Paraschiva; celălalt a pictat tâmpla mare, pe registre de icoane mobile, ușile împărătești, cu Buna Vestire în decor arhitectural și busturile regilor David și Solomon și tâmplișoara din pronaos cu „Raspetia”, datată în „văleatul 7264” (1755-1756). La renovarea din 1856, tâmplișoara a fost completată cu icoane și panouri florale semnate de Simion zugravu. La Peștișani a mai lucrat și Constantin zugravul, autorul icoanei Mariei cu Pruncul, datată 1845 și semnată.

## Imagini din exterior

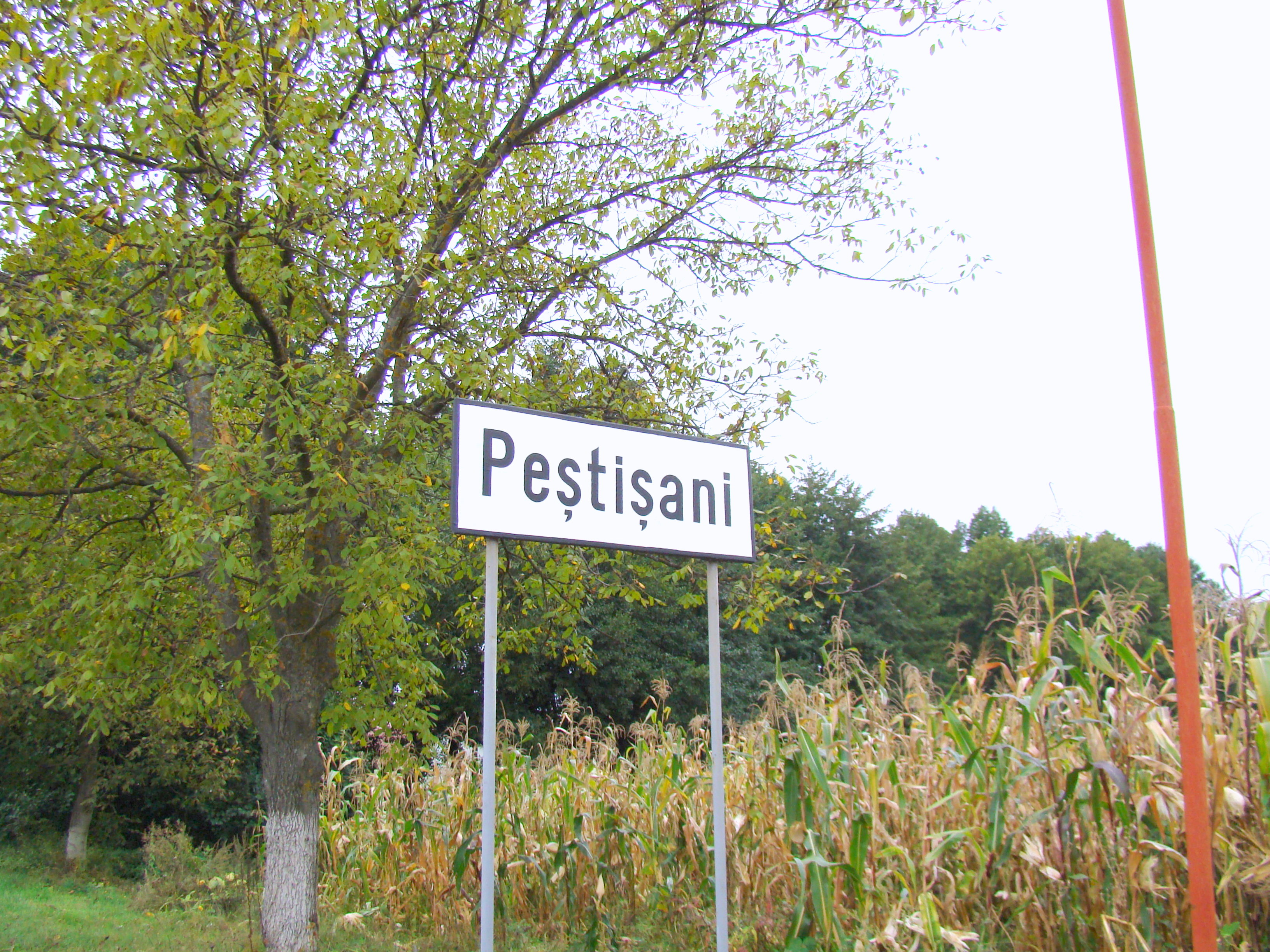
Intrarea în localitate
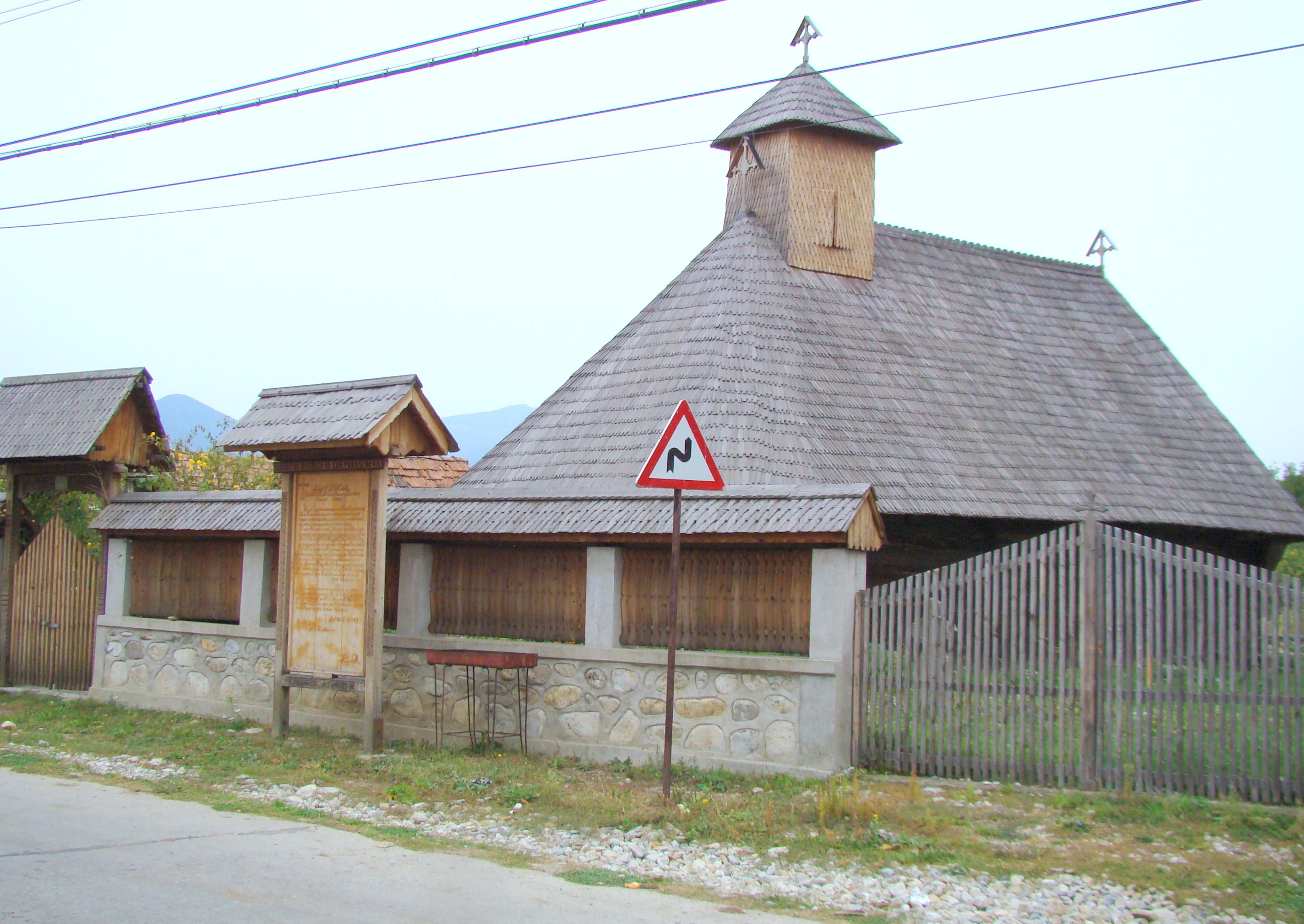
Biserica văzută din drum
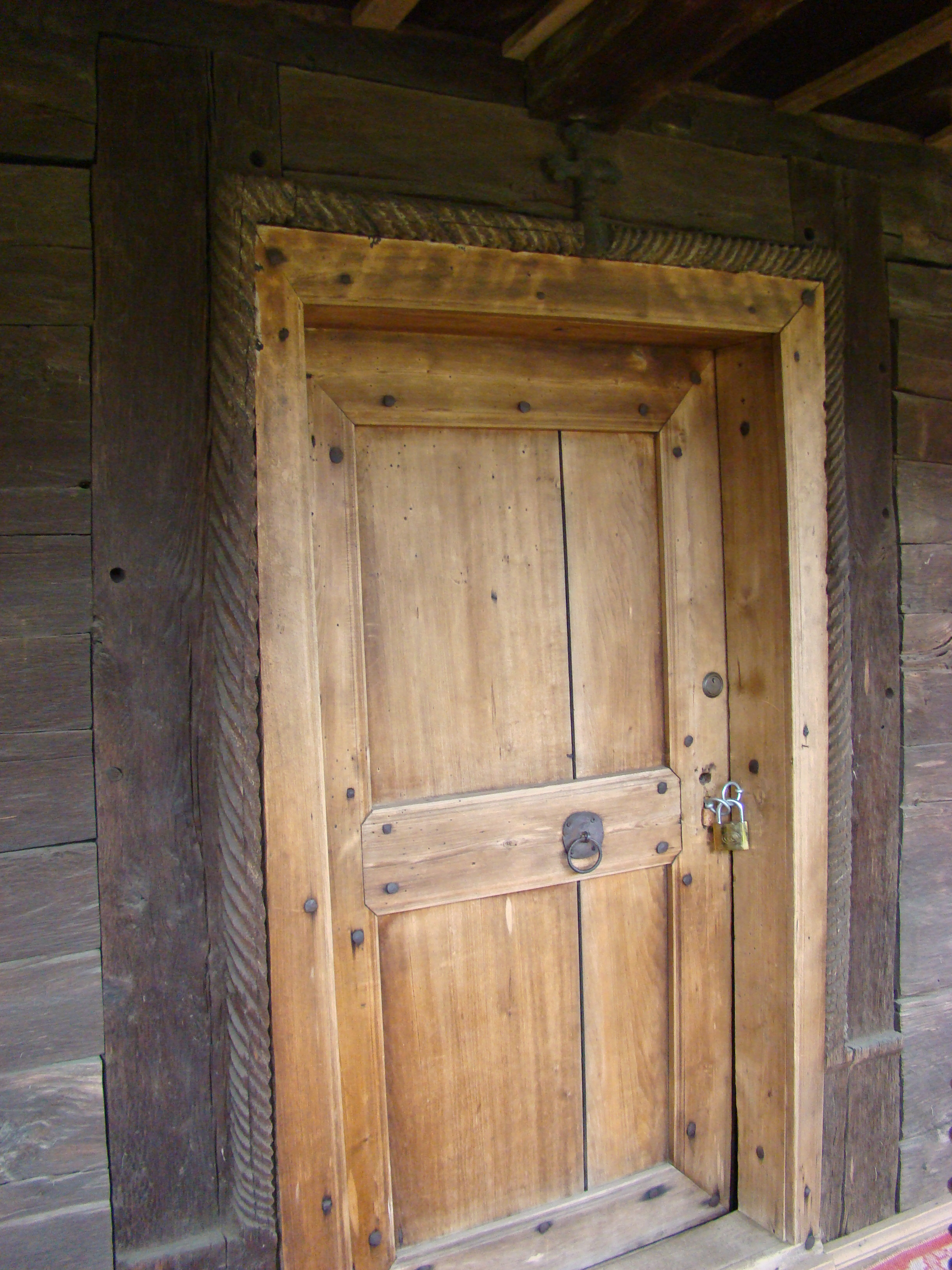
Ancadramentul intrării
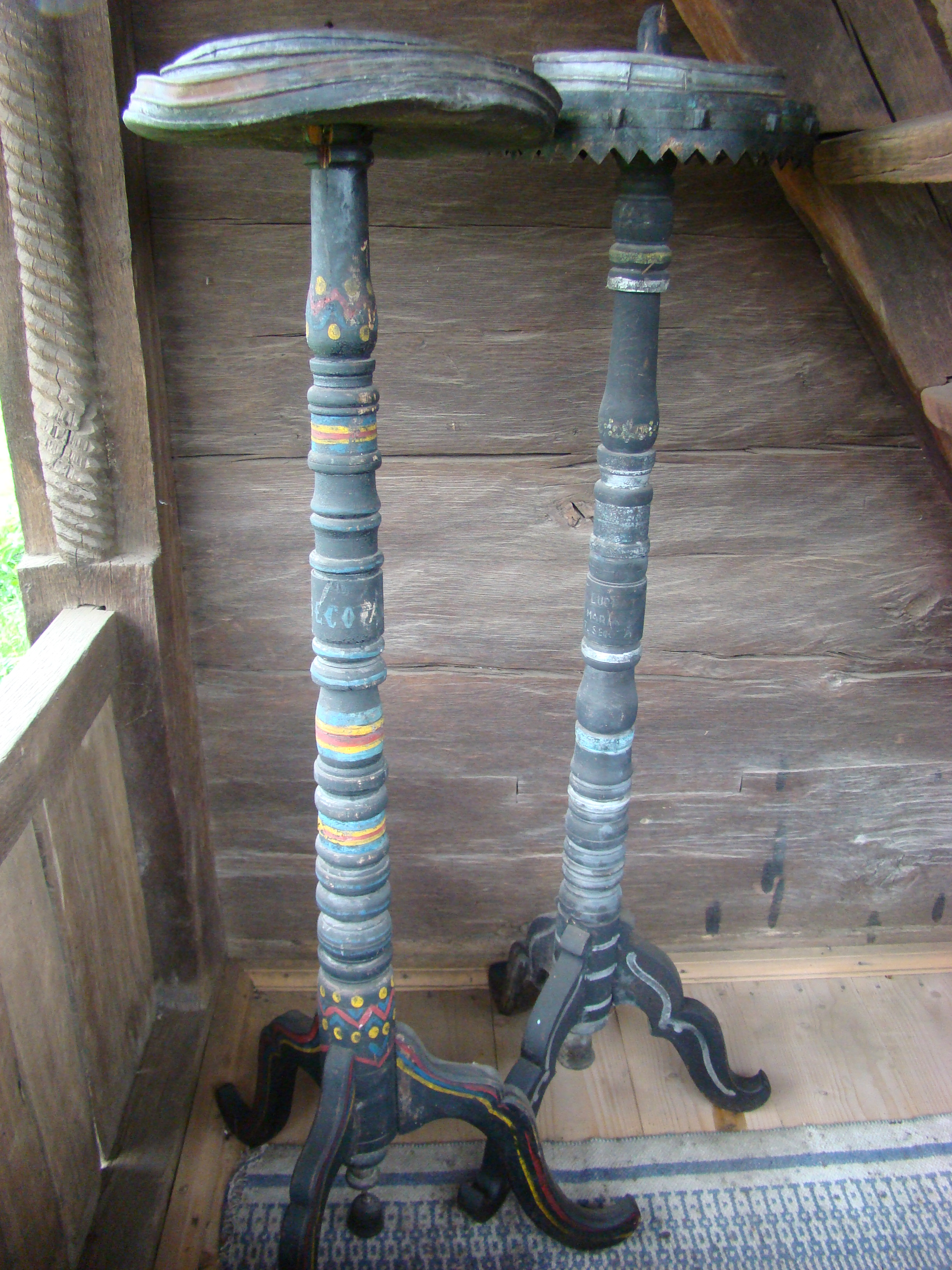
Lumânărare pe prispă
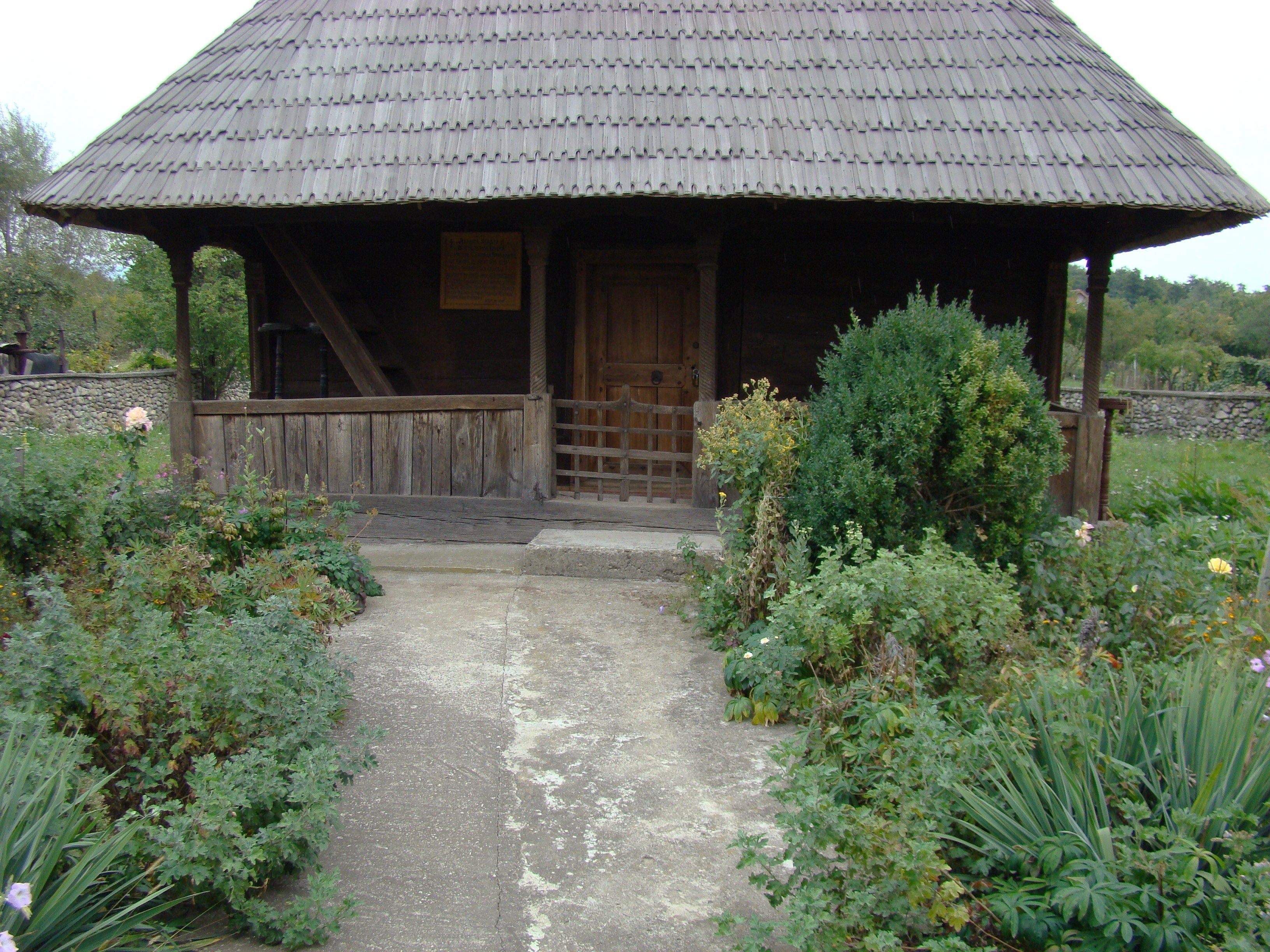
Prispa
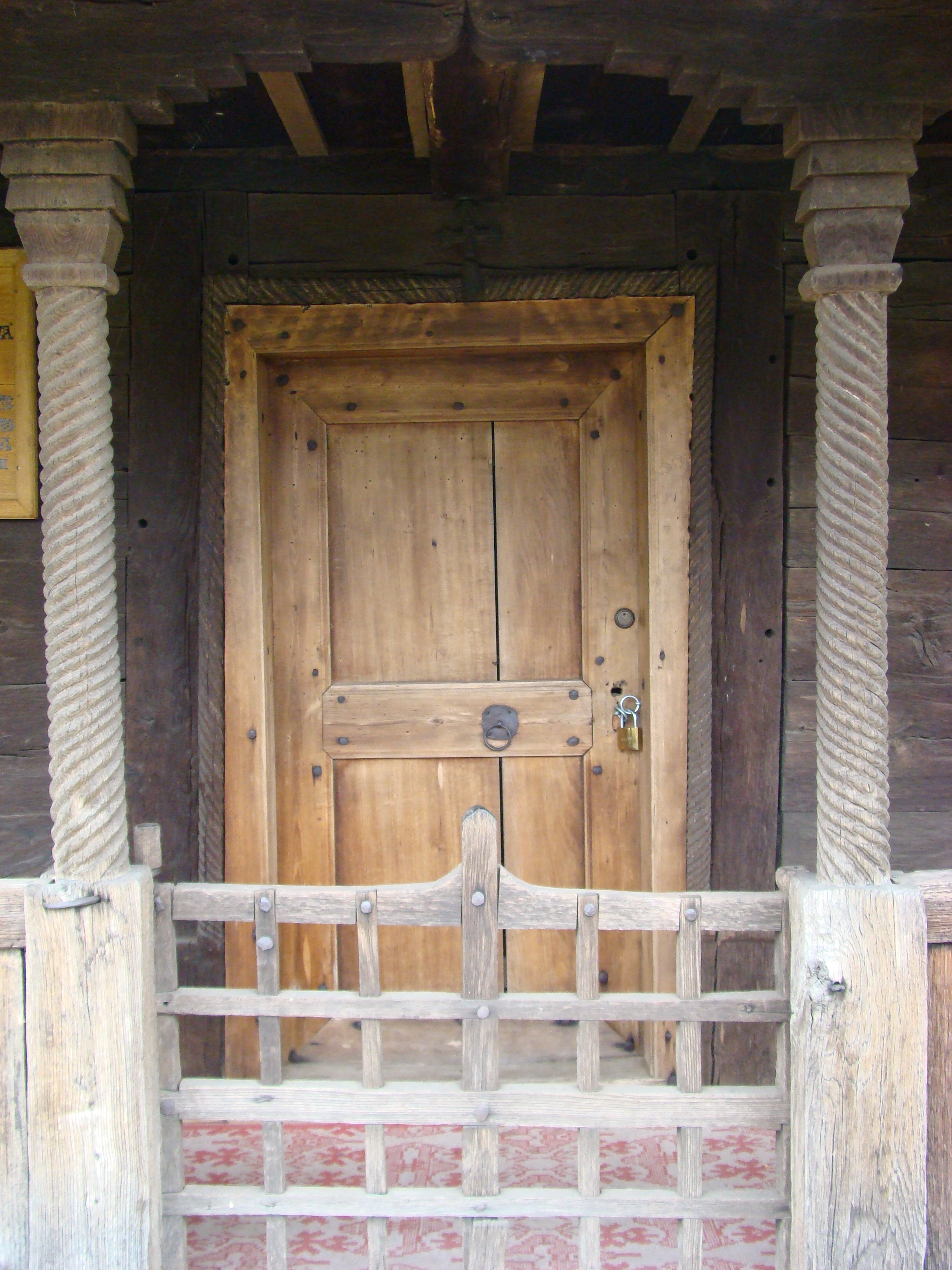
Stâlpi în torsadă la prispă
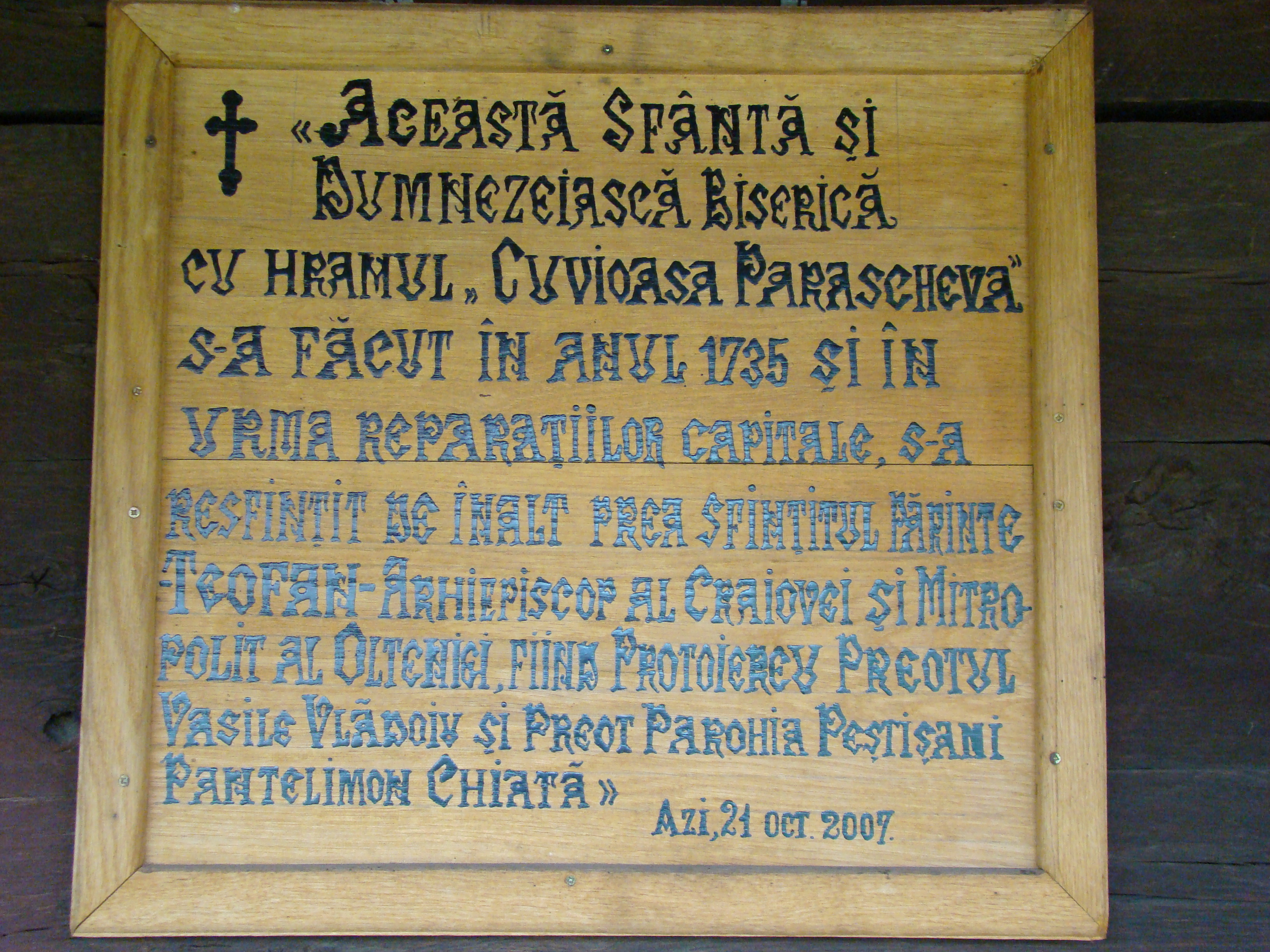
Pisanie
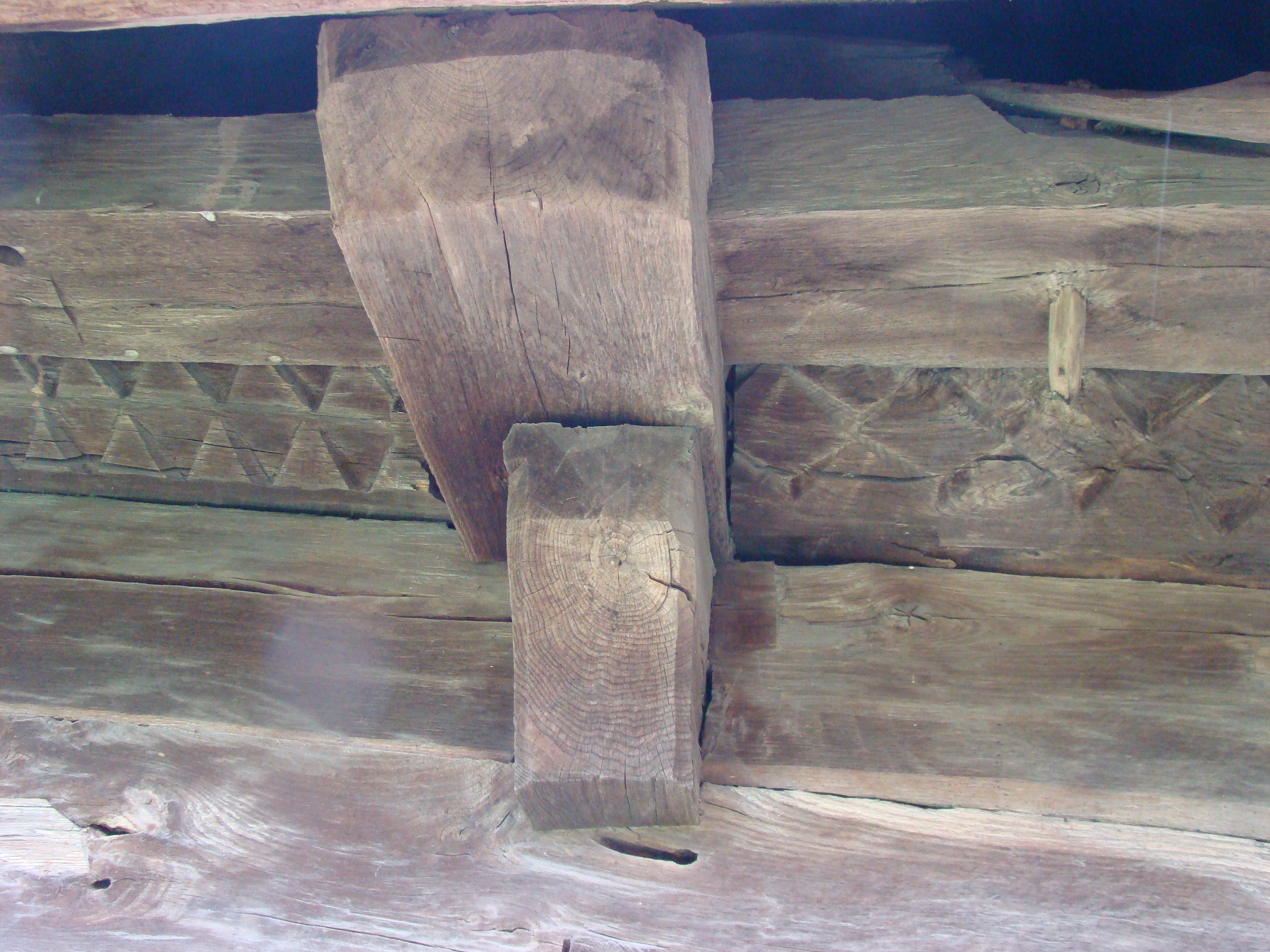
Consolă şi cosoroaba sub streaşină
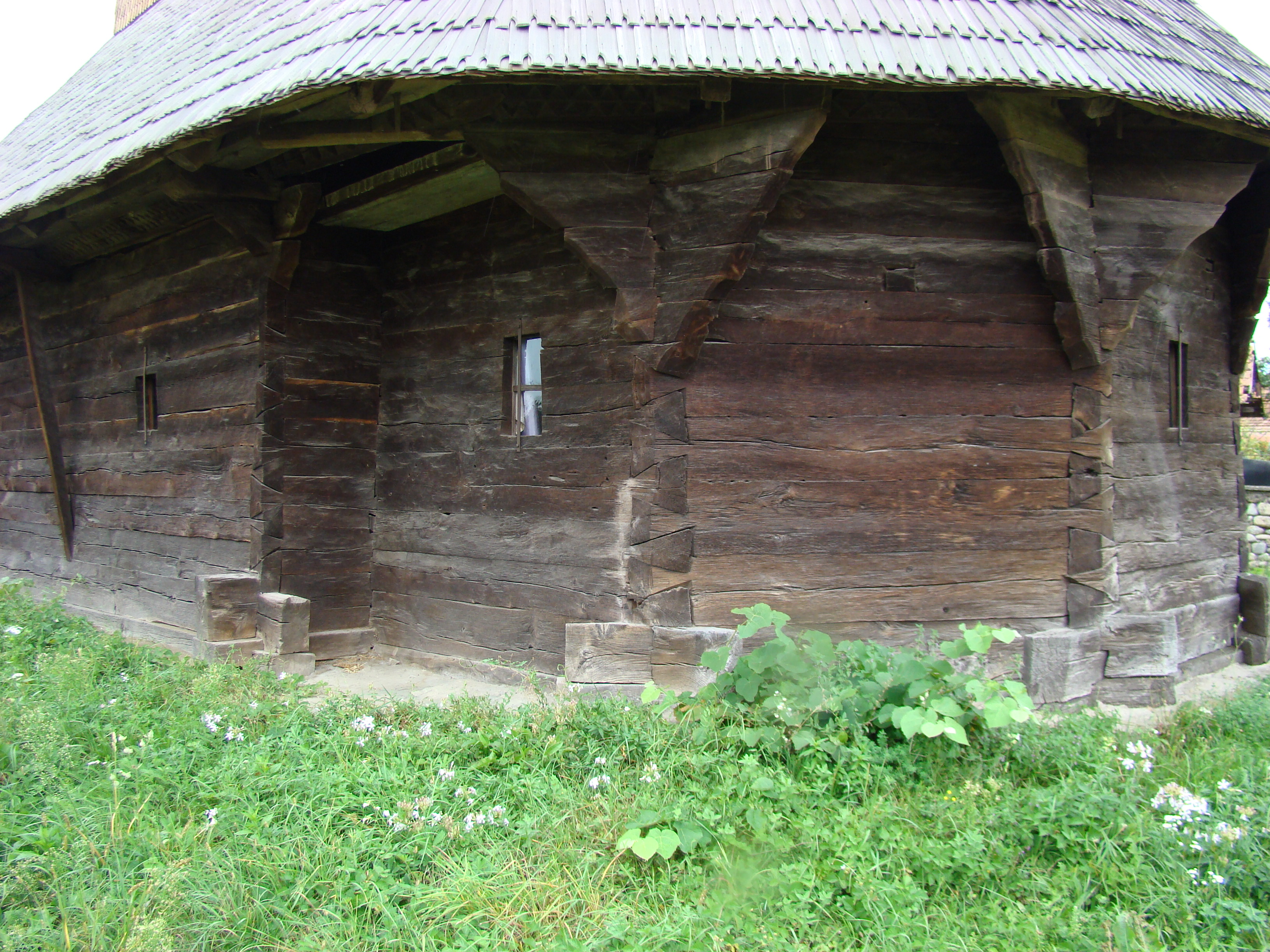
Decroşul de pe latura de sud
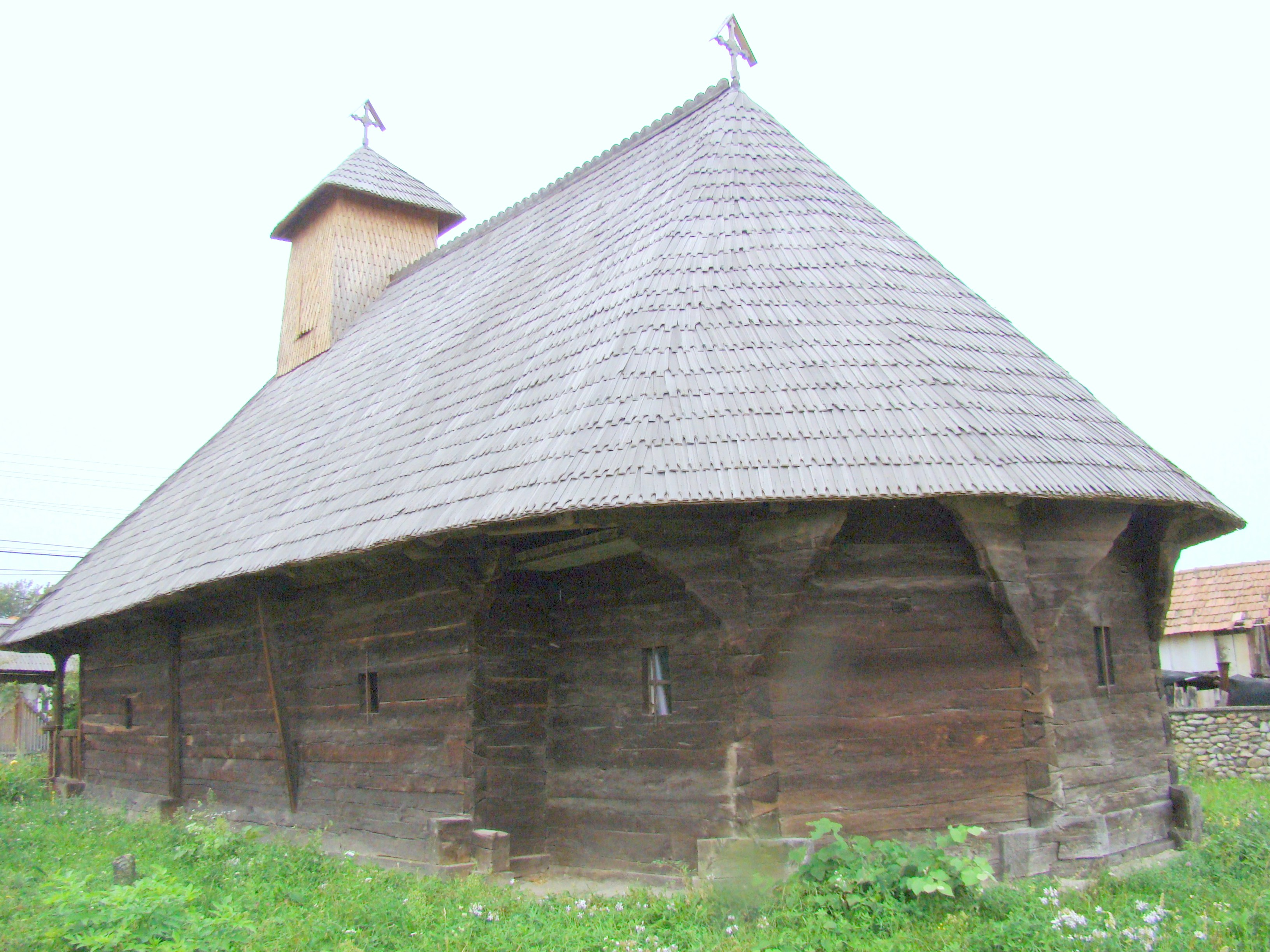
Biserica (sud-est)
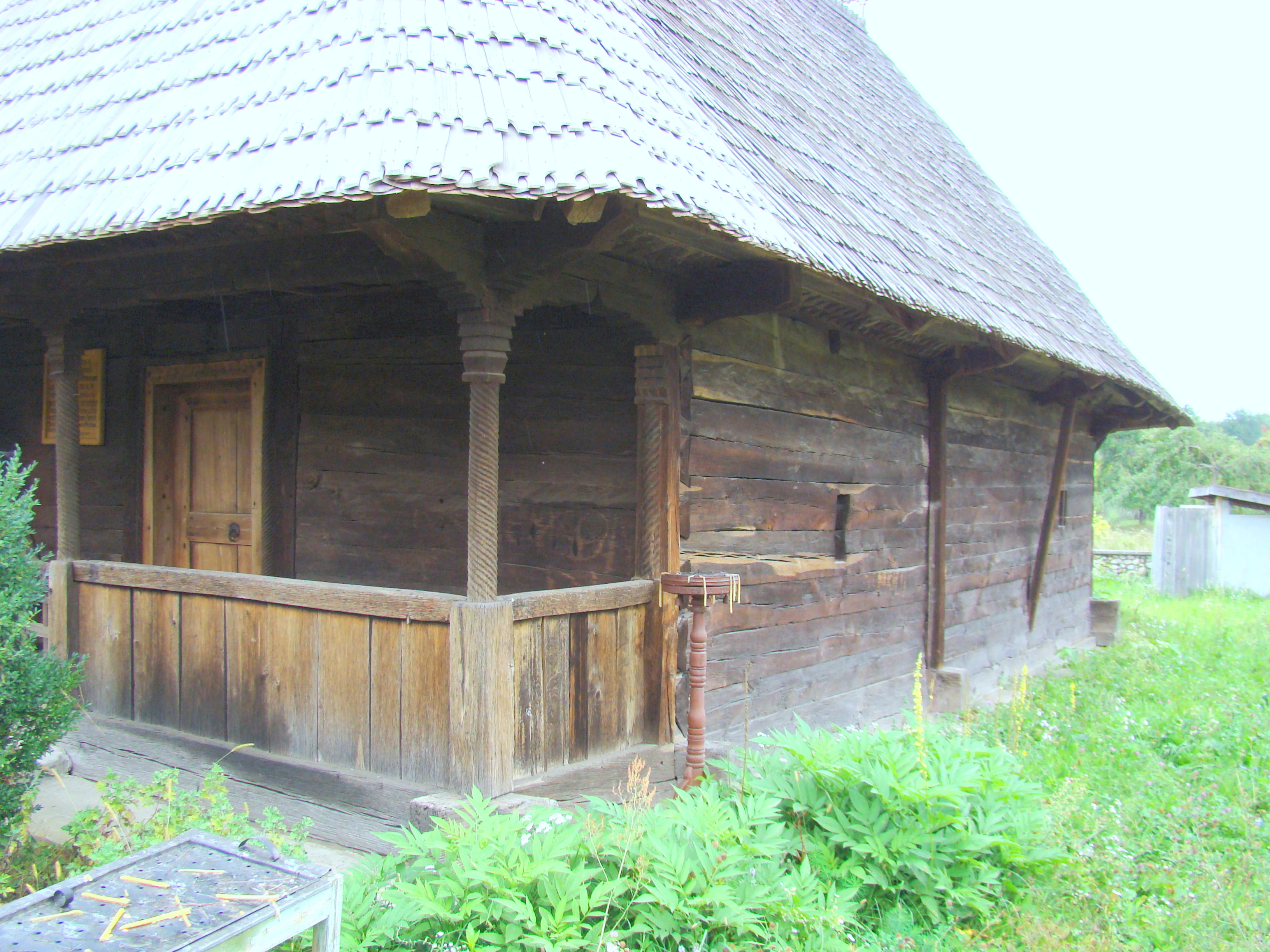
Latura de sud
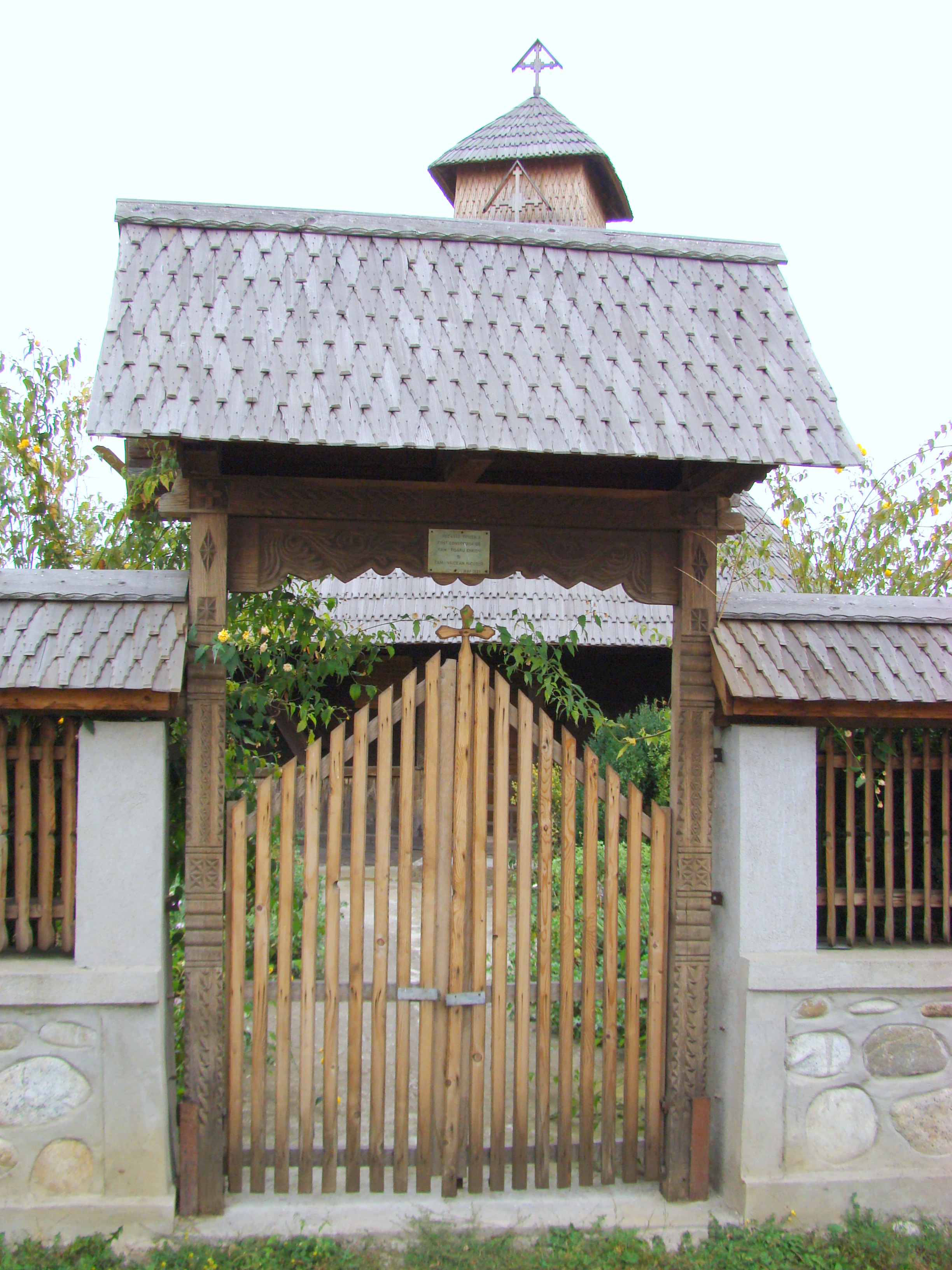
Portiţa de acces în curtea bisericii